# باول بريت
باول بريت (بالإنجليزية: Paul Brett)‏ هو عازف قيثارة بريطاني، ولد في 20 يونيو 1947.

## وصلات خارجية
- باول بريت على موقع ميوزك برينز (الإنجليزية)
- باول بريت على موقع ديسكوغز (الإنجليزية)